# Abbildungsgrad
Der Abbildungsgrad ist ein Hilfsmittel der nichtlinearen Analysis, um die Existenz von Lösungen nichtlinearer Gleichungen {\displaystyle f(x)=y} nachzuweisen. Mit seiner Hilfe kann man beispielsweise den brouwerschen Fixpunktsatz, den Satz von Borsuk-Ulam oder den jordanschen Kurvensatz beweisen. Im Endlichdimensionalen (für stetige Funktionen) bezeichnet man ihn als brouwerschen Abbildungsgrad; seine Erweiterung auf Banachräume (für kompakte Störungen der Identität) heißt leray-schauderscher Abbildungsgrad.

## Der brouwersche Abbildungsgrad
Der brouwersche Abbildungsgrad, benannt nach L. E. J. Brouwer, ordnet einer stetigen Funktion {\displaystyle f\colon {\overline {\Omega }}\subset \mathbb {R} ^{n}\rightarrow \mathbb {R} ^{n}} für offenes, beschränktes {\displaystyle \Omega } und gegebenes {\displaystyle y\in \mathbb {R} ^{n}\setminus f(\partial \Omega )} eine ganze Zahl {\displaystyle d(f,\Omega ,y)} zu. Entscheidend für die Anwendungen ist die Tatsache, dass die Gleichung {\displaystyle f(x)=y} bereits dann lösbar ist, wenn der Abbildungsgrad {\displaystyle d(f,\Omega ,y)} von null verschieden ist.
Verschwindet der Abbildungsgrad {\displaystyle d(f,\Omega ,y)}, so kann keine Aussage zur Lösbarkeit gemacht werden.

### Axiomatische Definition
Der brouwersche Abbildungsgrad ist eine Funktion
{\displaystyle d\colon \{(f,\Omega ,y)\ |\ \Omega \subset \mathbb {R} ^{n}\ \mathrm {offen,beschr{\ddot {a}}nkt} \ ,\ f\colon {\overline {\Omega }}\rightarrow \mathbb {R} ^{n}\ {\textrm {stetig}}\ ,\ y\in \mathbb {R} ^{n}\setminus f(\partial \Omega )\}\rightarrow \mathbb {Z} }
mit den folgenden Eigenschaften:
- {\displaystyle d(\mathrm {id} _{\overline {\Omega }},\Omega ,y)=1} für alle {\displaystyle y\in \Omega }.
- Zerlegungseigenschaft:

{\displaystyle d(f,\Omega ,y)=d(f,\Omega _{1},y)+d(f,\Omega _{2},y)}, falls {\displaystyle \Omega _{1},\Omega _{2}} disjunkte offene Teilmengen von {\displaystyle \Omega } sind, so dass {\displaystyle y\not \in f({\overline {\Omega }}\setminus (\Omega _{1}\cup \Omega _{2}))}.
- Homotopieinvarianz:

{\displaystyle t\mapsto d(F(t,\cdot ),\Omega ,y(t))} ist bezüglich {\displaystyle t\in [0,1]} konstant, falls {\displaystyle F\colon [0,1]\times {\overline {\Omega }}\rightarrow \mathbb {R} ^{n}} und {\displaystyle y\colon [0,1]\rightarrow \mathbb {R} ^{n}} stetig sind mit {\displaystyle y(t)\not =F(t,x)} für alle {\displaystyle t\in [0,1]} und {\displaystyle x\in \partial \Omega }.
Man kann zeigen, dass eine derartige Funktion existiert und dass sie eindeutig ist.

### Wichtige Eigenschaften des brouwerschen Abbildungsgrades
- Ist {\displaystyle d(f,\Omega ,y)\neq 0}, so ist die Gleichung {\displaystyle f(x)=y} auf {\displaystyle \Omega } lösbar.

- Ist {\displaystyle g\in C({\bar {\Omega }})} mit 
{\displaystyle \max\{|f(x)-g(x)|\,\colon x\in \partial \Omega \}<\mathrm {dist} (y,f(\partial \Omega )),}
so gilt {\displaystyle d(f,\Omega ,y)=d(g,\Omega ,y).}
Insbesondere ist der Abbildungsgrad durch die Werte auf {\displaystyle \partial \Omega } eindeutig festgelegt.

- Liegen {\displaystyle y_{1}} und {\displaystyle y_{2}} in derselben Zusammenhangskomponente {\displaystyle Z} von {\displaystyle \mathbb {R} ^{n}\setminus f(\partial \Omega )}, so gilt {\displaystyle d(f,\Omega ,y_{1})=d(f,\Omega ,y_{2}).}
Man schreibt daher auch kurz {\displaystyle d(f,\Omega ,Z)} für {\displaystyle d(f,\Omega ,y)}, um anzudeuten, dass der Abbildungsgrad nicht von dem Punkt, sondern von der Komponente abhängt.

- Seien {\displaystyle f\colon {\overline {\Omega }}\rightarrow \mathbb {R} ^{n}} und {\displaystyle g\colon \mathbb {R} ^{n}\rightarrow \mathbb {R} ^{n}} stetig und {\displaystyle K_{i}} die beschränkten Zusammenhangskomponenten von {\displaystyle \mathbb {R} ^{n}\setminus f(\partial \Omega )} sowie {\displaystyle y\in \mathbb {R} ^{n}\setminus (g\circ f)(\partial \Omega )}, dann gilt die leraysche Produktformel
{\displaystyle d(g\circ f,\Omega ,y)=\sum _{i}d(f,\Omega ,K_{i})\cdot d(g,K_{i},y),}
worin nur endlich viele Summanden von null verschieden sind.

### Darstellungen des Abbildungsgrades
- Falls {\displaystyle f} zusätzlich auf {\displaystyle \Omega } stetig differenzierbar ist und alle Punkte in {\displaystyle f^{-1}(y)} regulär sind, das heißt, die Determinante der Jacobimatrix {\displaystyle J(f)(x)} ist in diesen Punkten {\displaystyle x\in f^{-1}(y)} nicht null, so gilt
{\displaystyle d(f,\Omega ,y)=\sum _{x\in f^{-1}(y)}\mathrm {sgn} \left(\det(J(f)(x))\right)\,.}
Ist {\displaystyle f} nicht stetig differenzierbar, dann kann man aufgrund der zweiten Eigenschaft eine Funktion {\displaystyle g\in C^{1}(\Omega )\cap C({\bar {\Omega }})} wählen, die den gleichen Abbildungsgrad wie {\displaystyle f} hat.
- Sei {\displaystyle f\colon {\overline {\Omega }}\to \mathbb {R} ^{n}} wieder stetig auf {\displaystyle {\overline {\Omega }}} und stetig differenzierbar auf {\displaystyle \Omega }, {\displaystyle y\notin f(\partial \Omega )} kein kritischer Punkt. Sei außerdem {\displaystyle (\phi _{\epsilon })_{\epsilon >0}} eine Schar stetiger Funktionen von {\displaystyle \mathbb {R} ^{n}} nach {\displaystyle \mathbb {R} } mit {\displaystyle \operatorname {supp} (\phi _{\epsilon })\subset {\overline {K_{\epsilon }(0)}}} und {\displaystyle \textstyle \int _{\mathbb {R} ^{n}}\phi _{\epsilon }(x)\mathrm {d} x=1} für alle {\displaystyle \epsilon >0} wählen, hierbei bezeichnet {\displaystyle {\overline {K_{\epsilon }(0)}}\subset \mathbb {R} ^{n}} den abgeschlossenen Ball vom Radius {\displaystyle \epsilon } um Null. Dann existiert ein {\displaystyle \epsilon _{0}(f,y)}, so dass die Integralformel
{\displaystyle d(f,\Omega ,y)=\int _{\Omega }\phi _{\epsilon }(f(x)-y)J(f)(x)\mathrm {d} x}
für alle {\displaystyle \epsilon \leq \epsilon _{0}(f,y)} gilt.

### Umlaufzahl
Der brouwersche Abbildungsgrad umfasst als Spezialfall die in der Funktionentheorie wichtige Umlaufzahl {\displaystyle \operatorname {ind} }. Identifiziert man {\displaystyle \mathbb {R} ^{2}} mit {\displaystyle \mathbb {C} }, so ist der brouwersche Abbildungsgrad auch für die komplexe Ebene definiert. Eine geschlossene Kurve {\displaystyle \gamma \colon [0,1]\to \mathbb {C} } kann man als stetiges Bild von {\displaystyle \mathbb {S} (0)} verstehen. Mit {\displaystyle \mathbb {S} (0)\subset \mathbb {C} } wird der Einheitskreisring um den Punkt null bezeichnet. Das heißt, es existiert eine stetige und surjektive Abbildung {\displaystyle f\colon \mathbb {S} (0)\to \operatorname {Bild} (\gamma )}. Ist nun {\displaystyle a\notin \gamma =f(\mathbb {S} (0))}, so ist aufgrund der Stetigkeit des Abbildungsgrades der Ausdruck {\displaystyle d(f,K_{1}(0),a)} für alle stetigen Fortsetzungen von {\displaystyle f} dieselbe Zahl. Es gilt nun
{\displaystyle d(f,K_{1}(0),a)=\sum _{x\in f^{-1}(a)}\mathrm {sgn} \left(\det(J(f)(x))\right)=\sum _{x\in f^{-1}(a)}{\frac {1}{2\pi i}}\int _{f(S_{x}^{+})}{\frac {\mathrm {d} z}{z-a}}={\frac {1}{2\pi i}}\int _{f(\mathbb {S} (0))}{\frac {\mathrm {d} z}{z-a}}=\operatorname {ind} (f(S),a),}
hierbei bezeichnet {\displaystyle S_{x}^{+}} einen genügend kleinen Kreisring um {\displaystyle x}. Insbesondere zur Rechtfertigung des letzten Gleichheitszeichen sind noch ein paar Fakten aus der Topologie nötig.

## Der leray-schaudersche Abbildungsgrad
Der leray-schaudersche Abbildungsgrad ist ein Analogon des brouwerschen Abbildungsgrades für (unendlichdimensionale) Banachräume. Dieser Abbildungsgrad wurde 1934 von J. Leray und J. Schauder definiert. Jedoch ist es nicht möglich, den Abbildungsgrad für beliebige stetige Funktionen zu definieren, sondern man darf nur noch kompakte Störungen der Identität zulassen.

### Kompakte Störungen der Identität
Seien {\displaystyle X,Y} Banachräume und {\displaystyle M} eine Teilmenge des Banachraums {\displaystyle X}. Eine Funktion {\displaystyle K\colon M\rightarrow Y} heißt kompakter Operator, falls
- {\displaystyle K} stetig ist und, falls
- {\displaystyle K} beschränkte Mengen {\displaystyle B\subset M} auf relativ kompakte Mengen abbildet. Mit anderen Worten, {\displaystyle {\overline {T(B)}}} ist eine kompakte Teilmenge von {\displaystyle Y}.

Ein Operator {\displaystyle F\colon M\subset X\rightarrow X}, der sich als {\displaystyle F=\operatorname {Id} -K} mit einem kompakten Operator {\displaystyle K} darstellen lässt, heißt kompakte Störung der Identität.

### Kompakte Homotopie
Eine kompakte Homotopie ist eine Homotopie zwischen kompakten Operatoren. Es sei {\displaystyle M\subset X} offen und beschränkt und {\displaystyle K\colon t\mapsto K(t)} für {\displaystyle t\in [0,1]} eine operatorwertige Funktion mit kompakten Operatoren {\displaystyle K(t)\colon M\subset X\rightarrow X}. Diese operatorwertige Funktion {\displaystyle K} heißt kompakte Homotopie auf {\displaystyle M}, falls zu jedem {\displaystyle \varepsilon >0} ein {\displaystyle \delta >0} existiert, sodass
{\displaystyle \|K(t_{1})(x)-K(t_{2})(x)\|_{X}\leq \varepsilon }
für alle {\displaystyle x\in M} und {\displaystyle t_{1},t_{2}\in [0,1]} mit {\displaystyle |t_{1}-t_{2}|<\delta } gilt.

### Definition
Sei {\displaystyle F=\operatorname {Id} -K\colon {\overline {M}}\subset X\rightarrow X} eine kompakte Störung der Identität, {\displaystyle M\subset X} offen und beschränkt und {\displaystyle y\not \in F(\partial M)}. Dann ist der leray-schaudersche Abbildungsgrad eine ganze Zahl {\displaystyle d(F,M,y)\in \mathbb {Z} }, so dass folgende Eigenschaften gelten:
- Ist {\displaystyle d(F,M,y)\neq 0}, dann ist die Gleichung {\displaystyle F(x)=y} lösbar.

- Homotopieinvarianz: Ist {\displaystyle K} eine kompakte Homotopie auf {\displaystyle {\overline {M}}} mit {\displaystyle K(t)(x)\neq x} für alle {\displaystyle t\in [0,1]} und {\displaystyle x\in \partial M}, so ist der Abbildungsgrad {\displaystyle d((\operatorname {Id} -K)(t),M,y)} unabhängig von {\displaystyle t\in [0,1]}.

### Beispiel
Die wichtigste Methode zur Berechnung des leray-schauderschen Abbildungsgrades führt, genau wie beim brouwerschen Abbildungsgrad, über die Homotopieinvarianz.
Interessiert man sich beispielsweise dafür, ob die Gleichung {\displaystyle x-F_{0}(x)x=y} eine Lösung in {\displaystyle {\overline {\Omega }}} hat, so sucht man zunächst einen passenden Raum, so dass {\displaystyle F_{0}} ein kompakter Operator ist. Um die Lösbarkeit nachzuweisen, nimmt man nun indirekt an, dass {\displaystyle x-F_{0}(x)\neq y} auf {\displaystyle \partial \Omega } gilt, weil sonst nichts mehr zu zeigen ist.
Anschließend sucht man eine kompakte Homotopie {\displaystyle H} mit {\displaystyle H(1)=F_{0}} und {\displaystyle x-H(t)(x)\neq y} für alle {\displaystyle t\in [0,1]} und {\displaystyle x\in \partial \Omega }. Diese Homotopie sollte so gewählt sein, dass man für den leray-schauderschen Abbildungsgrad {\displaystyle d(I-H(0),\Omega ,y)\neq 0} nachweisen kann. Daraus folgt nämlich {\displaystyle d(I-H(t),\Omega ,y)\neq 0} für alle {\displaystyle t\in [0,1]} und somit die Existenz eines {\displaystyle x\in \Omega } mit {\displaystyle x-F_{0}(x)x=y}.
Für ein konkretes Beispiel sei das Anfangswertproblem
{\displaystyle x'=f(t,x)}
für {\displaystyle t\in [0,a]} und {\displaystyle x(0)=x_{0}} gegeben. Man kann zeigen, dass es mindestens eine Lösung hat, falls {\displaystyle f\colon [0,a]\times \mathbb {R} ^{n}\to \mathbb {R} ^{n}} stetig ist und falls {\displaystyle |f(t,x)|\leq B(1+|x|)} auf {\displaystyle [0,a]\times \mathbb {R} ^{n}} für ein geeignetes {\displaystyle B\geq 0} gilt.
Um dies zu sehen, schreibt man das System von Differentialgleichungen in das System
{\displaystyle x(t)=x_{0}+\int _{0}^{t}f(\tau ,x(\tau ))\mathrm {d} \tau }
von Integralgleichungen um. Da beide Gleichungen äquivalent sind, reicht es zu zeigen, dass die Integralgleichung eine stetige Lösung besitzt. Diese ist dann auch differenzierbar. Daher wählt man {\displaystyle X=C([0,a])} als den Raum der stetigen Funktion auf dem Intervall {\displaystyle [0,a]} mit der Maximumsnorm {\displaystyle \textstyle \|x\|=\max _{t\in [0,a]}|x(t)|}. Außerdem setzt man
{\displaystyle F_{0}(x)(t):=x_{0}+\int _{0}^{t}f(\tau ,x(\tau ))\mathrm {d} \tau \,.}
Aufgrund des Satzes von Arzelà-Ascoli ist {\displaystyle F_{0}} ein kompakter Operator und {\displaystyle H(t)(x):=t\cdot F_{0}(x)} eine kompakte Homotopie. Da die Existenz einer Lösung von {\displaystyle x-F_{0}(x)=0} untersucht wird, wird {\displaystyle y=0} gesetzt. Da {\displaystyle |f(t,x)|\leq B(1+|x|)} vorausgesetzt wurde, kann man zeigen, dass es reicht, {\displaystyle \Omega :=B_{r}(0)} mit einem {\displaystyle r>(|x_{0}|+B\cdot a)e^{-Ba}} zu wählen, und erhält aufgrund der Homotopieinvarianz
{\displaystyle d(I-F_{0},B_{r}(0),y)=d(I,B_{r}(0),y)=1\,.}
Damit ist gezeigt, dass die Integralgleichung mindestens eine stetige Lösung besitzt.

## Abbildungen zwischen Mannigfaltigkeiten
Sei
{\displaystyle f\colon M\rightarrow N}
eine stetige Abbildung zwischen n-dimensionalen, kompakten, orientierten Mannigfaltigkeiten. (n ist eine natürliche Zahl.)
Die Orientierung der Mannigfaltigkeiten induziert Isomorphismen
{\displaystyle H_{n}(M,\mathbb {Z} )\cong \mathbb {Z} ,H_{n}(N,\mathbb {Z} )\cong \mathbb {Z} }.
Der von f induzierte Homomorphismus
{\displaystyle f_{*}\colon H_{n}(M,\mathbb {Z} )\rightarrow H_{n}(N,\mathbb {Z} )}
ist die Multiplikation mit einer ganzen Zahl d, diese ist der Abbildungsgrad von f.